# Woodburn (Pendleton)

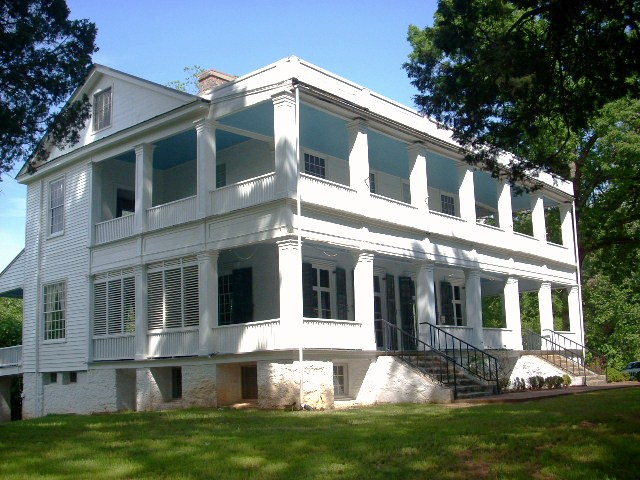
Woodburn im Jahr 2009

Woodburn oder Woodburn Plantation ist ein Haus aus dem Antebellum in der Nähe von Pendleton im Anderson County in South Carolina, Vereinigte Staaten. Es steht an der History Lane direkt südlich des U.S. Highways 76. Es wurde von Charles Cotesworth Pinckney als Sommerhaus erbaut. Woodburn wurde am 6. Mai 1970 in das National Register of Historic Places eingetragen. Es ist Contributing Property des ebenfalls im Register eingetragenen Pendleton Historic District.

## Geschichte
Obwohl es einige Hinweise darauf gibt, dass Woodburn in den Anfangsjahren des 19. Jahrhunderts erbaut sein könnte, geht man davon aus, dass das Gebäude um 1830 von Charles Coteworth Pinckney errichtet wurde. Charles Cotesworth Pinckney (1789–1865) war der Sohn von Thomas Pinckney und war benannt nach seinem Onkel Charles Cotesworth Pinckney, einem Delegat in der Constitutional Convention. Der jüngere Pinckney war Vizegouverneur South Carolinas von 1832 bis 1834.
Ein Bruder von Charles, Thomas Pinckney, erbaute sein Sommerhaus Altamont in Pendleton. Dieses Haus besteht nicht mehr. Charles Pinckney erwarb 1828 Land bei Pendleton und erbaute Woodburn um 1830.
Er verkauft das Haus 1852 an David S. Taylor, der er wiederum an John Bailey Adger veräußerte. Adger war ein presbyterianischer Missionar in Smyrna und Konstantinopel. Er verkaufte es 1858 an seinen Bruder Joseph E. Adger, von dem es 1881 Augustine T. Smythe in 1881 erwarb, um es in einen Modellbetrieb zur Zucht von reinrassigem Vieh und Rennpferden zu entwickeln.
William Frederick Calhoun Owen wurde 1911 Eigentümer des Landes, verlor es jedoch 1930, weil er die Zinsen nicht mehr bezahlen konnte. Später gelangte es in den Besitz von John Frank, danach der Bundesregierung der Vereinigten Staaten und schließlich gehörte es dem Clemson College. Inzwischen ist die the Pendleton Historic Foundation Besitzer des Anwesens.
Die afroamerikanische Sozialarbeiterin Jane Edna Hunter wurde 1882 auf der Plantage geboren, auf der ihre Eltern Farmpächter waren. Sie war später Begründerin der Phillis Wheatley Association in Cleveland, die nach dem Dichter Phillis Wheatley aus der Zeit der Amerikanischen Unabhängigkeit benannt wurde.
Woodburn ist heute ein von der Pendleton Historic Foundation geführtes Museum das an den Wochenenden zwischen April und Oktober besichtigt werden kann. Achtzehn möblierte Räume auf drei Etagen sind zur Besichtigung zugänglich. Direkt benachbart ist das Pendleton District Agricultural Museum.

## Architektur
Das ursprüngliche Haus wurde um 1830 erbaut und 1850 erweitert. Eine Terrasse auf dem Dach des Hauses wurde im 20. Jahrhundert entfernt.
Das Gebäude ist ein zweieinhalbstöckiges in Holzständerbauweise errichteter Bau auf einem unterkellerten, erhöhten Sockel. Es war schindelverkleidet. Der Typ des Hauses entspricht der in Charleston üblichen Bauweise, mit der die Bauherren die Vorteile der sommerlichen Brise ausnutzten. Die Veranda ist zweistöckig angelegt und umschließt drei Seiten des Hauses. Zwei Treppenpaare führen vom Erdgeschoss nach oben. Über sie gelangt man durch Fenstertüren in einen der Salons. Bei einigen der Fenster sind die Paneele darunter wegklappbar, um den Zugang zur Veranda zu ermöglichen.
Die Räume haben hohe Decken. Die meisten der Innenwände sind mit rund 25 cm breiten, waagrecht angebrachten Holzdielen verkleidet. Im Kellervollgeschoss befindet sich eine Küche  und ein Esszimmer, das an heißen Sommertagen relativ kühl ist.